# Трембіта (фільм)
«Трембіта» (рос. «Трембита») — російський радянський художній фільм 1968 року режисера Олега Ніколаєвського, музична комедія за оперетою Юрія Мілютіна (лібрето В. Масса і М. Червінського).

## Сюжет
У закарпатському (УРСР) Ужгороді після закінчення Великої Вітчизняної війни оголошується Богдан Сусик – колишній дворецький граф Шенборн. Тільки йому відомо про схованку, в якій поміщик, що біг з відступаючими німцями, сховав свої коштовності. У цей час відбувається операція з розмінування місцевостей, де велися бойові дії. Молодь села збирається розбити новий сад, знісши рештки руїн старого графського замку. Тим часом до замку непомітно пробирається Богдан Сусик, де його застає вибух. Вибираючись із уламків, він виявляє скриню з графськими «дорогоцінностями», які виявляються довоєнними цінними паперами Третього рейху та німецьких компаній. Природно, що їхня цінність після війни дорівнює нулю. «Мільйони, тільки колишні» — резюмують сапери.

## У ролях
- Євген Весник — Богдан Сусик, колишній дворецький графа
- Ольга Аросєва — Парася Никанорівна, мати Олесі (співає Гликерія Богданова-Чеснокова)
- Борис Савченко — сержант-сапер Олексій Сомов (співає Володимир Кіняєв)
- Людмила Купина — Василина (озвучує Ія Саввіна, співає Галина Білоцерковська)
- Олексій Чернов — Атанас Григорович, дідусь Василини
- Микола Трофімов — Філімон Федорович Шик, колишній землевласник
- Юлія Вуккерт — Олеся (співає Людмила Ревіна)
- Олександр Галевський — Микола (співає Анатолій Рибаков)
- Іван Переверзєв — Прокіп, батько Миколи
- Сергій Блинников — капітан Сазонов
- Савелій Крамаров — Петро
- Ілля Олейников — Михась, житель села (у титрах І. Клявер)
- Іван Матвєєв — дядько Петра
- Валентина Пугачова - епізод

## Творча група
- Сценарій: Олег Ніколаєвський, Володимир Мас
- Режисер-постановник: Олег Ніколаєвський
- Оператор-постановник: Іван Артюхов
- Художник-постановник: Владислав Расторгуєв
- Композитор: Юрій Мілютін
- Балетмейстер: Володимир Кірсанов